# سواران کوچک
سواران کوچک (با نام اصلی Paradise، بعدها به Guns of Paradise تغییر یافت) یک برنامه تلویزیونی خانوادگی وسترن آمریکایی که بین سال‌های ۱۹۸۸ تا ۱۹۹۱ میلادی توسط شبکهٔ سی‌بی‌اس پخش شد.